# Витман, Владимир Александрович
Владимир Александрович Витман (23 января (4 февраля) 1889, Саратов — 7 апреля 1961, Ленинград) — советский архитектор и график. Кандидат архитектуры (1938), член-корреспондент Академии архитектуры СССР (1941).

## Биография
Владимир Витман родился 23 января (4 февраля) 1889 года в Саратове. С 1911 по 1918 год учился в Императорской Академии художеств у Л. Н. Бенуа. В 1924 году впервые принял участие в художественной выставке в Москве. С 1918 по 1926 год работал в Ленинграде художником в декорационных мастерских и занимался реставрацией памятников архитектуры. С 1926 года работал в отделе планировки Ленинграда, занимался планировкой и проектированием города. В 1938 году стал главным архитектором ленинградского Гипрогора. Был соавтором первого проекта генерального развития Ленинграда (1927—1939) и проекта реконструкции и застройки Московского проспекта (1953). Также принимал участие в разработке проектов планировки Минска, Челябинска, Саратова, Орла и других городов. В 1933–1959 годах был профессором Ленинградского инженерно-строительного института. Написал ряд трудов по вопросам градостроительства.
Разработал архитектурную часть ленинградских памятников В. Володарскому и Жертвам 9 января 1905 года, в Ульяновске — Памятник Ленину .    Выполнил ряд преимущественно акварельных пейзажей Крыма, Кавказа, Пскова, окрестностей Ленинграда и других городов: «Гремячая башня. Псков» (1925), «Китайская беседка в детском Селе» (1927), «Суханово. Парк» (1940), «Вырица на берегу Opeдежи» (1954), «Холмы в Токсово» (1955), «Лес» (1959), «Усть-Нарва. Островок» (1959). Выставка его работ состоялась в 1962 году.
Владимир Витман скончался  7 апреля 1961 года в Ленинграде. Похоронен на Богословском кладбище (Петрокрепостная дорога, участок 69).